# Sao chổi lớn tháng 1 năm 1910
Sao chổi lớn tháng 1 năm 1910, chính thức được mã hóa là C/1910 A1 và thường được gọi là Sao chổi Ánh sáng, sao chổi Ban ngày là sao chổi xuất hiện vào tháng 1 năm 1910. Nó đã được nhìn thấy bằng mắt thường khi nó được phát hiện lần đầu tiên, và nhiều người đã độc lập "phát hiện" ra sao chổi này. Tại thời điểm sáng nhất của nó, nó sáng hơn cả sao Kim, và có thể là sao chổi sáng nhất của thế kỷ 20.

## Phát hiện
Sao chổi này sáng lên đột ngột, và ban đầu chỉ nhìn thấy được từ Bán cầu nam. Một số cá nhân tuyên bố "phát hiện" ra nó, nhưng sao chổi này được cho là được thợ mỏ kim cương ở Transvaal phát hiện lần đầu trước bình minh vào ngày 12 tháng 1 năm 1910, lúc đó nó đã có thể nhìn thấy bằng mắt thường với độ sáng biểu kiến −1.
Người đầu tiên nghiên cứu sao chổi này một cách chuyên nghiệp là nhà thiên văn người Scotland Robert TA Innes tại Đài thiên văn Transvaal ở Johannesburg vào ngày 17 tháng 1, sau khi được tờ báo Johannesburg thông báo hai ngày trước đó.
Sao chổi này đã đi tới điểm cận nhật vào ngày 17 tháng 1 và vào thời điểm đó có thể nhìn thấy nó trong ánh sáng ban ngày bằng mắt thường; sau khi đi qua điểm cận nhật, nó đã giảm độ sáng nhưng vẫn trở thành một cảnh ngoạn mục khi nhìn từ Bán cầu Bắc vào buổi tối hoàng hôn, cái đuôi cong đáng chú ý của nó dài đến 50 độ cung vào đầu tháng 2 năm đó.

## Sao chổi Halley và Sao chổi ban ngày
Năm 1910 có sự quan tâm của truyền thông đáng kể về sự trở lại đã được dự đoán trước của sao chổi Halley, đã đạt tới đỉnh điểm vào ngày 20 tháng 4. Sự xuất hiện của Sao chổi Ánh sáng vài tháng trước đó đã gây ra một sự ngạc nhiên và gây ấn tượng mạnh mẽ với kỳ vọng của công chúng; khi sao chổi Halley trở lại vào năm 1986, nhiều câu chuyện của người già khi nhìn thấy nó vào năm 1910 rõ ràng đã nhắc đến sao chổi Ánh sáng thay vì sao chổi Halley.
Do "lỗi điện thoại", sao chổi ban đầu được báo cáo là được đặt tên là Sao chổi Drake, mặc dù sau khi biết là lỗi thì báo chí sau đó gọi sao chổi này là Sao chổi Ban ngày hoặc Sao chổi Hoàng hôn, vì không có cá nhân nào được ghi nhận là đã phát hiện ra nó.